# Amer (comune)

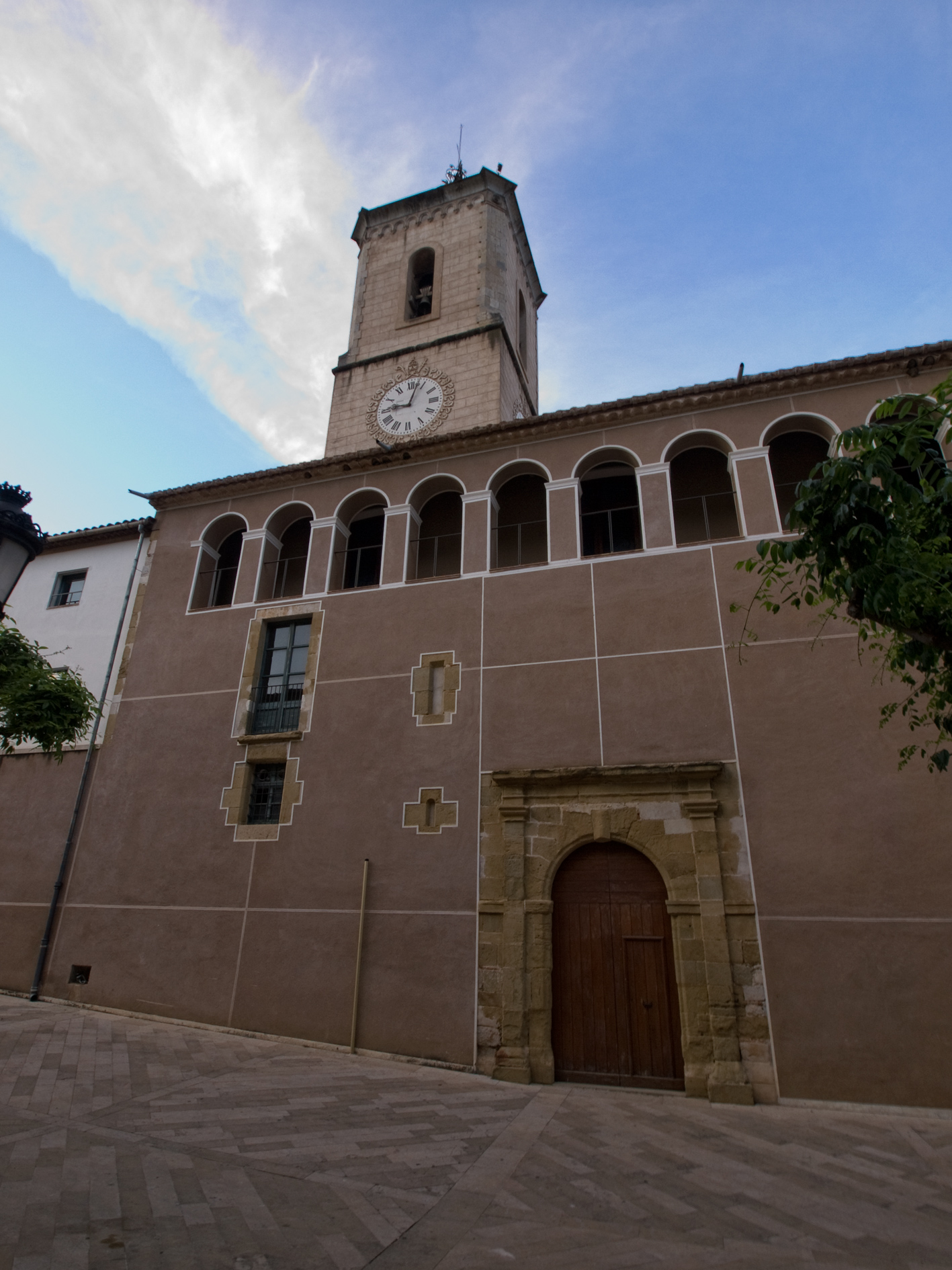
Il monastero di Amer

Amer è un comune spagnolo di 2 256 abitanti situato nella comunità autonoma della Catalogna, noto, tra le altre cose, per il suo monastero.